# Jan Parricida
Jan Parricida (ur. 1290, zm. 13 grudnia 1312 lub 1313 zapewne w Pizie) – pogrobowy syn Rudolfa II i Agnieszki, córki Przemysła Ottokara II.
Jan Habsburg, książę Austrii i Styrii; wychowywał się początkowo w majątkach habsburskich na terenie dzisiejszej Szwajcarii (Brugg, Baden), a następnie wraz z matką przeniósł się do Pragi. W 1306 r. po zamordowaniu Wacława III liczył na objęcie tronu czeskiego, ale Albrecht I przekazał go swojemu synowi Rudolfowi III. Najpóźniej od 1307 r. Jan był współzarządcą majątków rodowych i czynił starania o przekazanie mu majątków rodowych matki. Spotkała go jednak odmowa. W tej sytuacji zdecydował się zamordować stryja.
1 maja 1308 r. król Albrecht wyjechał z zamku Baden na spotkanie swojej żony. Towarzyszył mu bratanek Jan Parricida i uczestnicy spisku Rudolf von Wart, Rudolf von Balm, Walter von Eschenbach i Konrad Tegerfeld. Podczas przeprawy przez rzekę Reuss koło Windisch król został zamordowany. Dokonanej zbrodni Jan zawdzięcza swój przydomek (parricida znaczy po łacinie ojcobójca). Po zabiciu króla Albrechta jego zabójcy zbiegli. Dopiero 18 września 1309 r. nowy król Henryk VII obłożył ich klątwą Rzeszy.
Dalsze losy Jana Parricidy są słabo znane. Prawdopodobnie w 1312 r. został mnichem w Pizie we Włoszech i tam wiosną tegoż roku prosił króla Henryka VII o litość. Został pochowany w kościele klasztornym San Niccolò w Pizie, gdzie zachował się jego nagrobek.